# Ozsvald Árpád
Ozsvald Árpád (Nemesoroszi, 1932. január 28. – Pozsony, 2003. június 15.) magyar költő.

## Élete
Iskoláit szülőfalujában és a Somogy vármegyei Csurgón végezte. Költői pályáját az 1950-es évek elején kezdte. 1957-ben magyar nyelv és irodalom szakos tanári oklevelet szerzett a pozsonyi Pedagógiai Főiskolán. Nyírágón és Kétfegyverneken tanított. Kezdetben kiadói szerkesztő, majd 1956-tól 1995-ig a Fáklya utódlapjának, a Hétnek volt a munkatársa. 2003. június 15-én halt meg Pozsonyban, 72 évesen.

## Költészete
Korai verseinek élményanyagát a gyermekkor, a szülőföld emberei és tájai, a háborús élmények nyújtják. Verseire jellemző a csendes tűnődés, a halk megrendültség a világ dolgai fölött. Lírájával erősen kötődik nemzetiségi létéhez, de elmereng az emberiség legfőbb gondjain is. Verseit a finom hangulatok, a  közvetlenség, a tiszta képek és elégikus hangulat jellemzik. Az 1970-es évektől a korábbi kiegyensúlyozottságot vibráló nyugtalanság váltja fel, félelmet és lemondást sugalló verseket ír. A tűnődés és emlékezés mellett a mítoszvilágra és a történelemre tárja kapuját. Egyik legsikeresebb műve, a A kis postás, egy gyermekeknek írt regény, amely a háborús évek megpróbáltatásairól szól.

## Fontosabb művei
- Tavasz lesz újra kedves (1956), versek
- Júdása én nem lehetnék (1959), versek
- A kis postás (1965), gyermekregény
- Földközeleben (1965), versek
- Laterna magica (1967), versek
- Galambok szállnak feketében (1969), versek
- Szekerek balladája (1971), versek
- Vadvizek (1978), versek
- Oszlopfő (1955-1980), válogatott versek
- Valahol otthon (1985), versek
- Nincsenek szemtanúk (1992), versek
- Néger a hóesésben (1994), gyermekversek
- Emlékek útján; Microgamma, Bratislava, 1995
- Mindenre emlékezni kell... Új versek és műfordítások; Madách-Posonium, Pozsony, 1996
- A nagy sási kígyó. Válogatott és új versek; Madách-Posonium, Pozsony, 2000
- Lidércek tánca. Válogatott versek; vál., utószó Bodnár Gyula; Madách-Posonium, Pozsony, 2006 (Magyar Antaeus könyvek)